# Dipseudopsis benardi
Dipseudopsis benardi är en nattsländeart som beskrevs av Navás 1930. Dipseudopsis benardi ingår i släktet Dipseudopsis och familjen Dipseudopsidae. Inga underarter finns listade i Catalogue of Life.